# Dareen Hegazy
Dareen Hegazy, née le 25 janvier 2000, est une rameuse égyptienne. 

## Carrière
Dareen Hegazy est médaillée d'argent en skiff 1 000 mètres et en skiff sprint 500 mètres aux Jeux africains de 2019.
Elle obtient aux Championnats d'Afrique d'aviron 2019 la médaille d'argent en deux de couple.